# Hohenbercha
Hohenbercha ist ein Pfarrdorf und eine ehemalige Gemeinde im oberbayerischen Landkreis Freising, die am 1. Juli 1971 im Rahmen der Gemeindegebietsreform in die Gemeinde Kranzberg eingegliedert wurde.

## Geographie
Hohenbercha hat 203 Einwohner (Stand 2018) und liegt im westlichen Landkreis Freising auf 473 m ü. NHN. Nächste größere Stadt ist Freising.

## Geschichte
Erstmals taucht der Ortsname 762 in einer Schenkungsurkunde als Perahah auf, wobei nicht mehr zu klären ist, ob damit Hohenbercha oder aber das zwei Kilometer entfernte Appercha gemeint war. 
Die katholische Pfarrkirche St. Margareta ist im Kern eine spätromanische Saalkirche mit Chorturm über geradem eingezogenen Chorabschluss und angefügter Sakristei. Die ältesten Bauteile stammen aus dem 13. Jahrhundert, die Erneuerung der Kirche erfolgte 1476. Korbinian Aigner, als Apfelpfarrer weit über die Region hinaus als Pomologe bekannt, war in der NS-Zeit und danach Pfarrer in Hohenbercha. Er wurde 1940 wegen eines Kommentars zu Georg Elsers Attentat auf Hitler zu sieben Monaten Haft verurteilt und in das Gefängnis Stadelheim gebracht. Da ihm die Untersuchungshaft angerechnet worden war, wurde er anschließend ins Konzentrationslager Dachau deportiert.
Mit dem Gemeindeedikt von 1818 entstand die selbständige politische Gemeinde Hohenbercha. Im Rahmen der Gebietsreform in Bayern wurde Hohenbercha am 1. Juli 1971 nach Kranzberg eingegliedert.